# 이현승 (야구인)
이현승(李賢承, 1983년 10월 11일 ~ )은 전 KBO 리그 두산 베어스의 투수이다.

## 선수 경력

### 현대 유니콘스시절
2002년 2차 3라운드 지명을 받았지만 인하대학교에 진학했다. 인하대학교 졸업 후 장원삼과 함께 입단 첫 해인 2006년에 3점대 평균자책점, 2승, 19홀드를 기록해 홀드 부문 3위에 올랐다. 그러나 2007년 시즌에는 혹독한 2년차 징크스를 겪으며 7점대 평균자책점으로 난조를 보였다.

### 우리 히어로즈시절
현대 유니콘스가 해체되며 기존 선수단을 승계한 팀 히어로즈에서 뛰게 됐고, 2008년부터 선발 투수로 활약했다. 선발 전업 첫 해 4점대 평균자책점, 6승 8패, 120이닝을 소화해 가능성을 보였다. 2009년 투수진들의 난조로 마운드가 붕괴됐을 때 유일하게 선전했고 4점대 평균자책점, 13승 10패를 기록해 데뷔 첫 두 자릿수 승을 기록해 팀 내에서 실질적인 에이스 역할을 했다.

### 두산 베어스시절
이적 후 기대와는 달리 부진했고 넥센 히어로즈로 이적해 선발로 자리잡은 금민철과 대조되는 모습을 보였다. 어깨 부상까지 겹쳐 2010년 6월 1일 2군으로 강등됐고 트레이드 상대인 금민철이 2010년 아시안 게임 야구 국가대표팀 예비 명단에 이름을 올린 데 비해 그는 엔트리에서 탈락했다. 대신 2010년에 구위가 떨어져 2군을 전전했던 지승민을 대신해 왼손 불펜으로 등판했다. 1군 복귀 후 불펜진에 합류해 조금 나아진 모습을 보였고 포스트 시즌에서는 부진한 정재훈을 대신해 활약했다. 2011년에도 선발보다 불펜에서 더 좋은 반응을 보였지만, 팀의 기대와는 거리가 있었다.

### 상무 야구단시절
2011년 말에 입대해 2013년 9월 말에 제대했다.

### 두산 베어스복귀
제대 5개월 전 팔꿈치 부상으로 2013년에는 2군 1경기 출장에 그쳤고, 그 해 4월에 팔꿈치 수술을 받아 재활했다. 2015년 시즌 중반에 복귀해 팀의 마무리 투수로 자리잡았다. 김태형 감독은 그를 선발 투수로 쓸 계획이었으나 윤명준, 노경은이 마무리에서 난조를 보였고 공석이 된 마무리 투수 자리에 임시로 그를 기용한 후 다시 선발진에 투입할 생각이었으나 마무리로 나올 때 안정감 있는 모습을 보여 마무리 투수로 자리잡았다. 2015년 준플레이오프에서도 마무리 투수로 나왔고, 1승, 2세이브, 평균자책점 0으로 준플레이오프 MVP로 선정됐다. 이에 그치지 않고 플레이오프, 한국시리즈에서도 최고의 활약을 펼쳐 준플레이오프, 플레이오프, 한국시리즈를 통틀어 9경기에 구원 등판해 총 13이닝 동안 1실점(비자책)만 허용했고, 1승 1패 4세이브, 평균자책점 0을 기록하며 팀의 14년만의 우승에 큰 공헌을 했다.
2016년 시즌 후 FA 자격을 획득했으나 잔류했다.
2022 시즌 후 현역 은퇴를 선언했다.

## 국가대표 경력
프리미어 12 국가대표팀에 선발돼 데뷔 첫 국가대표 A팀에 합류해 우승에 기여했다.

## 트리비아
- 선발진 약화와 함께 확실한 좌완 선발 투수가 필요했던 두산 베어스에서 그의 트레이드를 추진한다는 설이 들렸으며, 2009년 12월 30일 우리 히어로즈가 KBO에 가입금을 완납해 정식 구단 자격을 얻게 되자, 우리 히어로즈는 그를 두산 베어스로 보내고, 두산에서 현금 10억원을 포함해 좌완 투수 금민철을 받아오는 현금 트레이드를 단행했다.[3] 이 트레이드로 그와 금민철은 예전에 쓰던 등번호도 서로 바꿔 달았다.

## 출신 학교
- 인천서화초등학교
- 대헌중학교
- 동산고등학교
- 인하대학교 체육교육과 02학번

## 통산 기록
| 연도 | 팀명     | 평균자책점 | 경기 | 완투 | 완봉 | 승 | 패 | 세 | 홀 | 승률  | 타자 | 이닝  | 피안타 | 피홈런 | 볼넷 | 사구 | 탈삼진 | 실점 | 자책점 |
| ---- | -------- | ---------- | ---- | ---- | ---- | -- | -- | -- | -- | ----- | ---- | ----- | ------ | ------ | ---- | ---- | ------ | ---- | ------ |
| 2006 | 현대     | 3.79       | 70   | 0    | 0    | 2  | 0  | 0  | 19 | 1.000 | 182  | 40.1  | 44     | 3      | 14   | 2    | 43     | 18   | 17     |
| 2007 | 현대     | 7.15       | 45   | 0    | 0    | 1  | 2  | 0  | 5  | 0.333 | 105  | 22.2  | 33     | 1      | 9    | 0    | 14     | 19   | 18     |
| 2008 | 우리     | 4.58       | 40   | 1    | 0    | 6  | 8  | 0  | 1  | 0.429 | 535  | 120   | 132    | 10     | 53   | 5    | 78     | 64   | 61     |
| 2009 | 히어로즈 | 4.18       | 30   | 0    | 0    | 13 | 10 | 0  | 0  | 0.565 | 716  | 170   | 161    | 25     | 66   | 5    | 120    | 84   | 79     |
| 2010 | 두산     | 4.75       | 46   | 0    | 0    | 3  | 6  | 2  | 4  | 0.333 | 327  | 77.2  | 80     | 8      | 25   | 3    | 50     | 45   | 41     |
| 2011 | 두산     | 4.82       | 50   | 0    | 0    | 3  | 5  | 4  | 6  | 0.375 | 325  | 74.2  | 85     | 8      | 26   | 5    | 50     | 43   | 40     |
| 2014 | 두산     | 5.07       | 65   | 0    | 0    | 3  | 3  | 0  | 15 | 0.500 | 259  | 55    | 68     | 2      | 23   | 3    | 39     | 34   | 31     |
| 2015 | 두산     | 2.89       | 41   | 0    | 0    | 3  | 1  | 18 | 2  | 0.750 | 191  | 46.2  | 45     | 3      | 10   | 2    | 41     | 16   | 15     |
| 2016 | 두산     | 4.84       | 56   | 0    | 0    | 1  | 4  | 25 | 1  | 0.200 | 260  | 57.2  | 65     | 8      | 17   | 7    | 41     | 36   | 31     |
| 2017 | 두산     | 3.98       | 57   | 0    | 0    | 3  | 2  | 5  | 9  | 0.600 | 235  | 52    | 62     | 4      | 16   | 4    | 38     | 23   | 23     |
| 2018 | 두산     | 4.99       | 39   | 0    | 0    | 1  | 0  | 0  | 6  | 1.000 | 140  | 30.2  | 39     | 4      | 14   | 1    | 21     | 18   | 17     |
| 2019 | 두산     | 3.00       | 9    | 0    | 0    | 0  | 1  | 0  | 2  | 0.000 | 22   | 6     | 4      | 0      | 0    | 0    | 4      | 2    | 2      |
| 2020 | 두산     | 5.31       | 62   | 0    | 0    | 2  | 1  | 2  | 10 | 0.667 | 195  | 42.1  | 48     | 2      | 21   | 2    | 42     | 27   | 25     |
| 2021 | 두산     | 1.93       | 38   | 0    | 0    | 5  | 1  | 0  | 7  | 0.833 | 90   | 23.1  | 16     | 1      | 6    | 0    | 20     | 6    | 5      |
| 2022 | 두산     | 6.23       | 23   | 0    | 0    | 1  | 0  | 0  | 2  | 1.000 | 43   | 8.2   | 13     | 2      | 4    | 1    | 9      | 6    | 6      |
| 통산 | 15시즌   | 4.47       | 671  | 1    | 0    | 47 | 44 | 56 | 89 | 0.516 | 3625 | 827.2 | 895    | 81     | 304  | 40   | 610    | 441  | 411    |